# طاهره کاغذچی
طاهره کاغذچی، یکی از چهره‌های ماندگار سال ۱۳۸۱ است. وی استاد نمونه کشور در سال۱۳۷۲ و بهترین مؤلف و مترجم زن در کشور در سال ۱۳۷۳ است.

## فعالیت‌ها
از فعالیت‌های او می‌توان به این موارد اشاره کرد:
- گذراندن تحصیلات اولیه تا اخذ دیپلم در سال ۱۳۴۳ در تهران
- ورود به دانشکده فنی دانشگاه تهران و اخذ لیسانس مهندسی شیمی و در ادامه فوق لیسانس همین رشته در سال ۱۳۴۷
- عزیمت به انگلستان جهت ادامه تحصیل در رشته مهندسی شیمی و اخذ فوق لیسانس در دانشگاه برادفورد در سال ۱۳۴۸
- ورود به مقطع دکترا و دریافت دکترای مهندسی شیمی در سال ۱۳۵۱
- بازگشت به ایران و عضویت در هیئت علمی دانشگاه صنعتی امیرکبیر در سال ۱۳۵۱ با رتبه استادیاری
- ارتقاء به مرتبه دانشیاری و استادی دانشگاه صنعتی امیرکبیر در سالهای ۱۳۵۶ و ۱۳۶۷
- راه اندازی گروه صنایع غذایی دانشکده مهندسی شیمی در سال ۱۳۶۳
- در سال ۱۳۹۷  به عنوان یکی از ۵۰ زن دانشمند تأثیرگذار آسیا انتخاب شد.
- استاد مدعو در دانشکده فنی دانشگاه تهران، شهید باهنر کرمان، علم و صنعت تهران و دانشگاه صنعتی نفت اهواز و استاد نمونه کشور در سال ۱۳۷۲
- عضویت در شوراها و مجامع علمی
- عضو وابسته گروه علوم مهندسی فرهنگستان علوم جمهوری اسلامی ایران
- عضویت در انجمن نفت ایران و انجمن شیمی دانان آمریکا ACS
- برگزیده شدن به عنوان چهره ماندگار عرصه مهندسی شیمی در دومین همایش چهره‌های ماندگار سال ۱۳۸۱

## تألیف و ترجمه
طاهره کاغذچی، آثار تخصصی مربوط به رشته مهندسی شیمی و ترجمه کتاب عملیات انتقال جرم نوشته رابرت تریبال را در کارنامه خود دارد.